# 1730-ті

## Події
- 1733–35 — у Європі відбувалася війна за польську спадщину, остаточний мир було підписано лише 1738 року.
- 1735–39 — Російсько-турецька війна.

## Монархи
- З 1730 року імператрицею Російської імперії була Анна Іванівна (до 1740).
- Королем Великої Британії був Георг II (з 1727).
- Шахом Ірану до 1732 року був Тахмасп II, у 1732—1736 року номінально правив малолітній Аббас III, з 1736 — Надер Шах.

## Народились
1732 — Йозеф Гайдн, австрійський композитор.